# 塚西停留場
塚西停留場（つかにしていりゅうじょう）は、大阪府大阪市西成区玉出東2丁目及び同市住吉区東粉浜1丁目にある阪堺電気軌道阪堺線の停留場。駅番号はHN60。

## 歴史
- 1911年（明治44年）12月1日：阪堺電気軌道（旧）によって開業。
- 1915年（大正4年）6月21日：南海鉄道との合併により、同鉄道の駅となる。
- 1944年（昭和19年）6月1日：南海の会社合併により、近畿日本鉄道の駅となる。
- 1947年（昭和22年）6月1日：近鉄からの路線譲渡により、南海電気鉄道の駅となる。
- 1980年（昭和55年）12月1日：南海からの路線譲渡により、阪堺電気軌道の駅となる[1]。

## 停留場構造
併用軌道上にあり、大阪府道5号大阪港八尾線（南港通）の塚西交差点をはさんで、単式ののりばが斜向かいに配置（千鳥式配置）された2面2線で構成されている。浜寺駅前方面のりばには安全地帯がある一方で、配線が西側に偏っている影響で上り線の道路幅に余裕がないため、恵美須町方面にはホームや安全地帯は設置されておらず、路面にペイントされた狭小な路面電車停留所の路面標示があるのみで、利用客は交差点の南西角や道路脇で待機し電車が来たら電車乗り場へ移動して直接乗降することが多い。上下線とも待合所・屋根はない。
この付近の併用軌道は比較的交通量が多く、下り安全地帯は交差点の横断歩道に附帯せず専用の横断歩道もないため、安全地帯に向かう際には十分な注意を要する。上り線に至っては配線の問題で自動車などが通行するための道路が非常に狭くなっており（道路脇側溝から上り線車両限界までの幅員は約2.5 mで、さらに電柱が道路脇の内側にはみ出す形で並んで立っているため、実効的な道路幅は僅か1.5 m程度しかない）、その上に左折しようとする車も多く、時間帯によっては通行する人・軽車両・自動車などが錯綜する。結果として電車を待つのが非常に危険な状態になることがあるので、利用の際にはよりいっそう周囲の交通に注意する必要がある。
なお、上り線の時刻表は白線地帯近隣の架線柱に設置してある。

## 停留場周辺
- 帝塚山古墳
- 壽光寺
- 大阪市立晴明丘南小学校
- 大阪市立玉出小学校
- 大阪市立玉出幼稚園
- 大屋政子バレエM･O･M
- 大阪南労働基準監督署
- 南港通
- Osaka Metro四つ橋線玉出駅 - 西へ徒歩5分
- 南海電気鉄道（南海）高野線帝塚山駅 - 東へ徒歩7分

## バス路線
最寄停留所は東粉浜一丁目となる。以下の路線が乗り入れ、大阪シティバスにより運行されている。
- 3号系統：出戸バスターミナル行 / 地下鉄住之江公園行
- 25号系統：住吉車庫前行 / 地下鉄住之江公園行

このほか、赤バスの住吉ループ（東粉浜一丁目停留所）、西成東ループ（併用軌道に並行して設置されていた塚西停留所）が運行されていたが、共に2013年3月31日をもって廃止された。

## 隣の停留場
阪堺電気軌道
■阪堺線
東玉出停留場 (HN59) - 塚西停留場 (HN60) - 東粉浜停留場 (HN61)
- （）内は駅番号を示す。